# Nikolaj Arcel
Nikolaj Arcel (ur. 25 sierpnia 1972 w Kopenhadze) – duński reżyser i scenarzysta filmowy. 

## Życiorys
Jego najbardziej znany film to kostiumowy Kochanek królowej (2012), nagrodzony Srebrnymi Niedźwiedziami za najlepszy scenariusz i rolę aktorską Mikkela Følsgaarda na 62. MFF w Berlinie. Film był również nominowany do Oscara dla najlepszego filmu nieanglojęzycznego. 
Po sukcesie tego obrazu Arcel przeniósł się do Hollywood, gdzie wyreżyserował m.in. Mroczną Wieżę (2017).